# Stichting Medisch Verantwoorde Zwangerschapsonderbreking
De Stichting Medisch Verantwoorde Zwangerschapsonderbreking (Stimezo) werd in 1969 in Rotterdam opgericht. Nog voor de Wet afbreking zwangerschap van 1981 (waardoor abortus in Nederland gelegaliseerd werd) stichtte Stimezo meerdere abortusklinieken in Nederland waar vrouwen terecht konden voor een veilige, verantwoord uitgevoerde abortus.

## Ontstaan
De Stichting Medisch Verantwoorde Zwangerschapsonderbreking werd opgericht door journalist Peter van Eeten en zenuwarts C. Th. Van Schaik in 1969.
Stimezo had als doel veilige en rechtmatige abortussen voor vrouwen mogelijk te maken. In die tijd waren zwangere vrouwen en meisjes die de zwangerschap wilden onderbreken vaak aangewezen op illegale, gevaarlijke en dure abortuspraktijken. Door deze vrouwen te helpen hoopte Stimezo tevens taboes die rond abortus bestonden in de medische wereld en de samenleving te doorbreken.

### Klinieken
Op 1 december 1969 werd de Landelijke Stichting voor Medisch Verantwoorde Zwangerschapsonderbreking opgericht in Utrecht. Dit was een fonds om de oprichting van Stimezo-klinieken te financieren. De stichting kon uiteindelijk in 1971 in Arnhem een eerste Stimezo-kliniek oprichten (het Mildredhuis). In 1975 waren er 9 Stimezo-klinieken verspreid over het land. De klinieken konden de vraag naar veilige zwangerschapsonderbreking echter nauwelijks aan en de abortussen in de kliniek waren ondanks de fondsenwerving door de stichting nog steeds erg duur.

## Tegenwerking
De Stichting en klinieken werden door de overheid gedoogd. Hoewel het wettelijk nog strafbaar was abortussen uit te voeren werd bijna niemand daar nog voor vervolgd. De bestaande wetgeving liet wel toe dat bij vrouwen, voor wie dat medisch noodzakelijk was, de zwangerschap onderbroken mocht worden. Dit criterium werd uitgerekt om de werkzaamheden van de Stimezo-klinieken te kunnen gedogen.

### Bloemenhove
Er was echter wel sprake van tegenwerking, met name zichtbaar bij de kliniek Bloemenhove te Heemstede. De Bloemenhovekliniek voerde abortussen uit na 12 weken zwangerschap, wat aangevochten werd door de toenmalige minister van justitie Dries van Agt. Van Agt wilde de kliniek in 1976 laten sluiten, maar verschillende actiegroepen uit de vrouwenbeweging, waaronder Dolle Mina, de Man Vrouw Maatschappij, en Wij Vrouwen Eisen, bezetten de kliniek, waardoor deze niet ontruimd kon worden.

## Opheffing
Stichting Stimezo ging jaren door met het ondersteunen van abortusklinieken, het verstrekken van informatie over abortushulpverlening en het doen van onderzoek. Tussen 1974 en 1991 publiceerde Stichting Stimezo 47 rapporten over anticonceptie en abortus. In 1998 werd de stichting na een conflict in het bestuur via de rechter ontbonden.